# Aphycus frontatus
Aphycus frontatus är en stekelart som beskrevs av Svetlana N. Myartseva 1982. Aphycus frontatus ingår i släktet Aphycus och familjen sköldlussteklar.
Artens utbredningsområde är Turkmenistan. Inga underarter finns listade i Catalogue of Life.